# Юль (Норвегія)

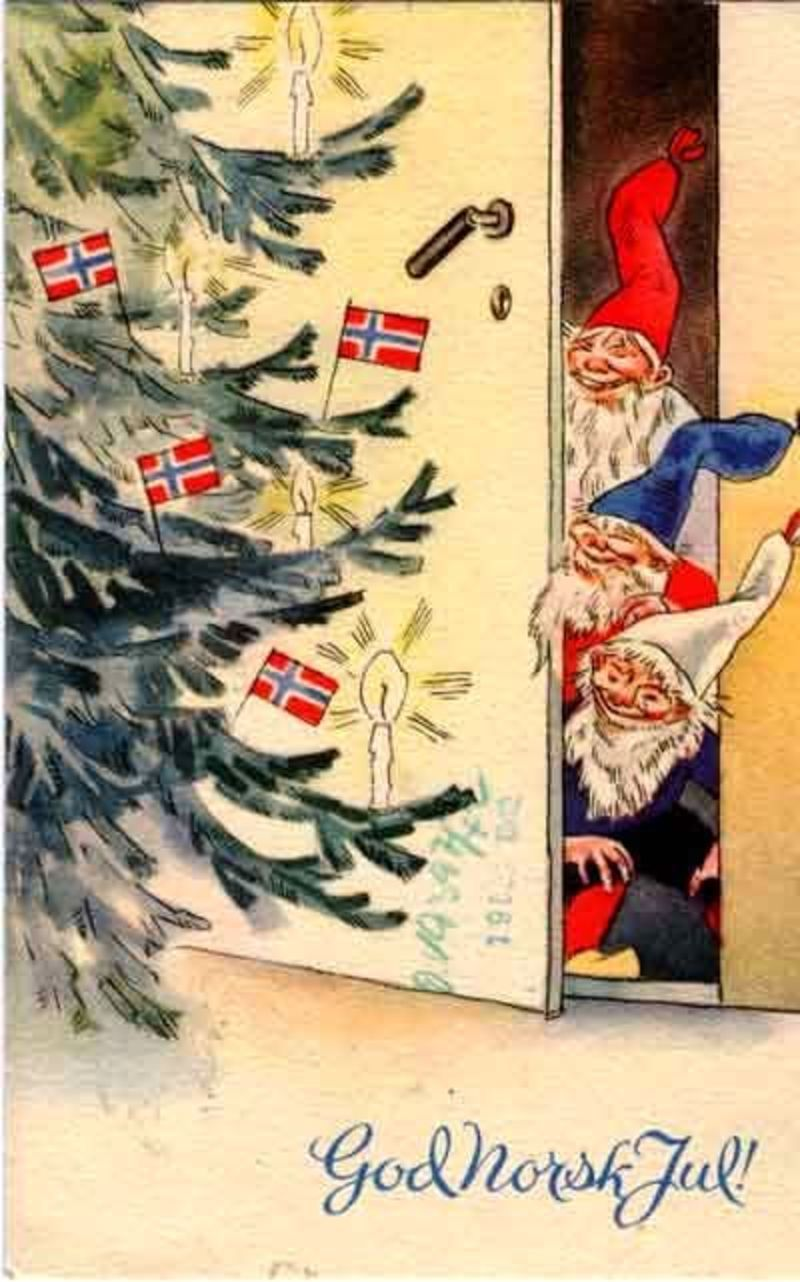
Норвезька різдвяна листівка

Юль — це термін, що позначає різдвяний святковий період у Скандинавії та деяких регіонах Шотландії. Спочатку «юль» означав назву місяця в старому німецькому календарі. Поняття позначало період часу, а не якусь конкретну подію, поширену в Скандинавії. В наш час, «юль» — це відрізок часу від середини листопада до середини січня, з Різдвом і тижнем до Нового року як кульмінацією.
Термін «юль» поширений по всій території Норвегії, Швеції, Ісландії, Гренландії, Данії, Шотландії та на Фарерських островах.
Так як початок «юля» згідно із традиціями оголошується церковним передзвоном по всій країні в другій половині дня 24 грудня, то більш точним буде описати весь період як подію з восьми тижнів. Юль складається з п'яти частин: Адвент, Святвечір, Різдво, Новий рік і Кінець Різдва часто разом із Богоявленням — тринадцятим днем після Різдва як останнім днем періоду. Якщо раніше юль відкривався власне на Різдво, то тепер звичай Юліборду — різдвяної вечері — поширився на всі зимові свята і навіть довше, часто починаючись задовго до грудня.
Сучасне святкування значною мірою ґрунтується на основах церковного року та зберегло кілька дореформаційних і дохристиянських елементів.
Головною подією в Скандинавських країнах є Святвечір (юльафтен), коли подається основна різдвяна їжа і відбувається обмін подарунками. Така традиція може бути пов'язана зі старим німецьким звичаєм підрахунку часу по ночах (наприклад, «forthnight» — відрізок часу тривалістю в два тижні — походить від поняття ночі), а не по днях, як це характерно для інших свят (наприклад, Midsummer Eve — день літнього сонцестояння).

## Норвезьке коріння
| Рік  | З            | До        |
| ---- | ------------ | --------- |
| 2012 | 13 листопада | 13 грудня |
| 2013 | 3 листопада  | 3 грудня  |
| 2014 | 22 листопада | 22 грудня |
| 2015 | 11 листопада | 11 грудня |

Поняття «юль», або «йоль», подібне до скандинавського «Йольнір», або «Йлір», що є альтернативним іменем бога Одіна, хоча походження кореня слова викликає суперечки. Юль святкували під час другого місячного циклу (від молодика до молодика) зимової половини року — приблизно від молодика листопада молодика грудня. У цей час тварини на забій були жирніші, борошно було перемелено, вся робота завершена восени, і наставав період святкувань.
Час святкування варіювався. Згідно із письмовими джерелами, такими як законодавство Gulaþing, фермери обов'язково повинні були влаштувати пивне свято зі щонайменше трьома гостями. Якщо ж ферма була так далеко, що завдання виявлялося непосильним, фермер все одно мав зварити стільки ж пива, скільки б він це зробив, приймаючи гостей. Пиво мало бути готовим до 1 листопада.